# Gulijka
Gulijka (bułg. Гулийка) – wieś w Bułgarii, w obwodzie Kyrdżali, w gminie Krumowgrad. W 2024 roku liczyła 197 mieszkańców.